# Normale fopblaaskop
De normale fopblaaskop (Ceriana conopsoides) is een vliegensoort uit de familie van de zweefvliegen (Syrphidae). De wetenschappelijke naam van de soort is gepubliceerd in 1758 door Linnaeus in de tiende editie van Systema naturae. 

## Kenmerken
Mannetjes variëren van 9,2 tot 13,8 mm en vrouwtjes van 10,1 tot 15,7 mm lichaamslengte. De vleugellengte is 6,9 tot 10,6 mm bij mannetjes en 8,5 tot 11,5 mm bij vrouwtjes. De kleur van het lichaam is zwart met gele strepen, terwijl de mate van de gele kleur zeer variabel is, afhankelijk van de klimatologische omstandigheden - in warmere streken is het aandeel geel veel groter dan in koelere. Het insect bootst met zijn uiterlijk een wesp na.

## Ecologie
Dit insect komt voor in bossen en bospercelen, vooral in bladverliezende en gemengde bossen, maar volwassenen zijn ook te vinden op bosranden, bospaden, open plekken, bosweiden, parken en steegjes. Ze zijn actief van begin april tot oktober, met pieken van mei tot augustus.